# Den tidsrejsendes kvinde
Den tidsrejsendes kvinde (orig. The Time Traveler's Wife) er den amerikanske forfatter Audrey Niffeneggers debutroman fra 2003. Det er en kærlighedshistorie om en mand med en genetisk lidelse, der fuldstændigt uforudsigeligt får ham til at rejse i frem og tilbage i tiden, og om hans kone, en kunstner, som må leve med hans hyppige fravær og farlige oplevelser. Niffenegger skrev historien som en metafor for sine egne mislykkede forhold. Det centrale forhold i historien kom til hende pludseligt og gav efterfølgende inspiration til romanens titel. Romanen, der er blevet klassificeret som både science fiction og romantik, undersøger spørgsmål om kærlighed, tab og fri vilje. Den bruger især tidsrejser til udforske fejlkommunikation og distance i forhold, samtidig med at den undersøger dybere eksistentielle spørgsmål.
Som debuterende romanforfatter havde Niffenegger problemer med at finde en litterær agent. Til sidst sendte hun uopfordret romanen til forlaget MacAdam/Cage, som efter en auktion vandt rettighederne til bogen. Bogen blev en bestseller efter at Niffeneggers ven forfatteren Scott Turow gav den sine anbefalinger på The Today Show, og i marts 2009 havde den solgt næsten 2,5 millioner eksemplarer i USA og Storbritannien. Mange anmeldere var imponerede over Niffenegger unikke perspektiver på tidsrejser. Nogle roste hendes karakteristik af parret, specielt deres følelsesmæssige dybde, mens andre kritiserede hende og beskrev hendes skrivestil som melodramatiske og plottet som følelsesmæssigt banalt. Romanen vandt en Exclusive Books Boeke Prize og en British Book Award. En filmversion blev udgivet i august 2009.